# جزایر د انترکاستوکس
جزایر د انترکاستوکس (به لاتین: D'Entrecasteaux Islands) یک مجمع‌الجزایر در پاپوآ گینه نو است که در استان خلیج میلنه واقع شده‌است.